# آرشي برادلي (لاعب كرة قاعدة)
آرشي برادلي (بالإنجليزية: Archie Bradley)‏ هو لاعب كرة قاعدة أمريكي، ولد في 10 أغسطس 1992 في بروكن أرو في الولايات المتحدة.

## وصلات خارجية
- آرشي برادلي على موقع دوري كرة القاعدة الرئيسي (الإنجليزية)
- آرشي برادلي على موقعبيزبول رفرنس.كوم (الدوري الرئيسي) (الإنجليزية)
- آرشي برادلي على موقعبيزبول رفرنس.كوم (الدوري الثانوي) (الإنجليزية)
- آرشي برادلي على موقع إي إس بي إن.كوم (أم.أل.بي) (الإنجليزية)
- آرشي برادلي على موقع مشجعي الرسوم البيانية (الإنجليزية)